# آبيكندا
آبيكندا هي بلدة في مقاطعة كتاب في ولاية قشقداريا في أوزبكستان.